# Curius
Curius é um gênero de coleópteros da tribo Curiini (Cerambycinae), na qual compreende apenas quatro espécies.

## Distribuição
As espécies se distribuem pela Colômbia, Venezuela, Panamá, Haiti, Cuba  e sudeste dos Estados Unidos.

## Sistemática
- Ordem Coleoptera
  - Subordem Polyphaga
    - Infraordem Cucujiformia
      - Superfamília Chrysomeloidea
        - Família Cerambycidae
          - Subfamília Cerambycinae
            - Tribo Curiini
              - Gênero Curius
                - Curius chemsaki (Nearns & Ray, 2006)
                - Curius dentatus (Newman, 1840)
                - Curius panamensis (Bates, 1885)
                - Curius punctatus (Fisher, 1932)